# Potamyia panakeia
Potamyia panakeia är en nattsländeart som beskrevs av Malicky och Chantaramongkol in Malicky 1997. Potamyia panakeia ingår i släktet Potamyia och familjen ryssjenattsländor. Inga underarter finns listade i Catalogue of Life.